# Conférence de Presse
| Recensione | Giudizio |
| ---------- | -------- |
| AllMusic   |          |

Conférence de Presse è un album discografico a nome di Eddy Louiss e Michel Petrucciani, pubblicato dall'etichetta discografica Dreyfus Jazz Records nel 1994.

## Tracce

### CD
1. Les grelots – 6:42 (Eddy Louiss)
2. Jean-Philippe Herbien – 10:15 (Eddy Louiss, Michel Petrucciani)
3. All the Things You Are – 6:40 (Oscar Hammerstein, Jerome Kern)
4. I Wrote You a Song – 8:10 (Michel Petrucciani)
5. So What – 9:55 (Miles Davis)
6. These Foolish Things – 9:55 (Eric Maschwitz, Jack Strachey)
7. Amesha – 6:30 (Eddy Louiss)
8. Simply Bop – 4:30 (Michel Petrucciani)

## Musicisti
- Eddy Louiss - organo Hammond
- Michel Petrucciani - pianoforte Steinway

Note aggiuntive
- Francis Dreyfus e Yves Chamberland - produttori
- Registrazioni effettuate dal vivo il 14-16 giugno 1994 al Petit Journal Montparnasse di Parigi (Francia)
- Peakson - sound truck
- Mixaggio effettuato presso Studio Palais des Congrês di Parigi (Francia)
- Roger Roche - ingegnere delle registrazioni
- Mastering della Dyam Music, Parigi
- Délid' Art - artwork copertina CD
- Jean Ber - foto copertina CD[1]